# Pseudopoda prompta
Pseudopoda prompta là một loài nhện trong họ Sparassidae.
Loài này thuộc chi Pseudopoda. Pseudopoda prompta được Octavius Pickard-Cambridge miêu tả năm 1885.